# هيفلوك (كيبك)
هيفلوك (بالإنجليزية: Havelock, Quebec)‏ هي بلدية محلية في كيبيك تقع في كندا في Le Haut-Saint-Laurent Regional County Municipality. يقدر عدد سكانها بـ 756 نسمة ومساحتها 89.40 كم2 .

## أعلام
- توماس ساندرز